# Crew Dragon Endurance

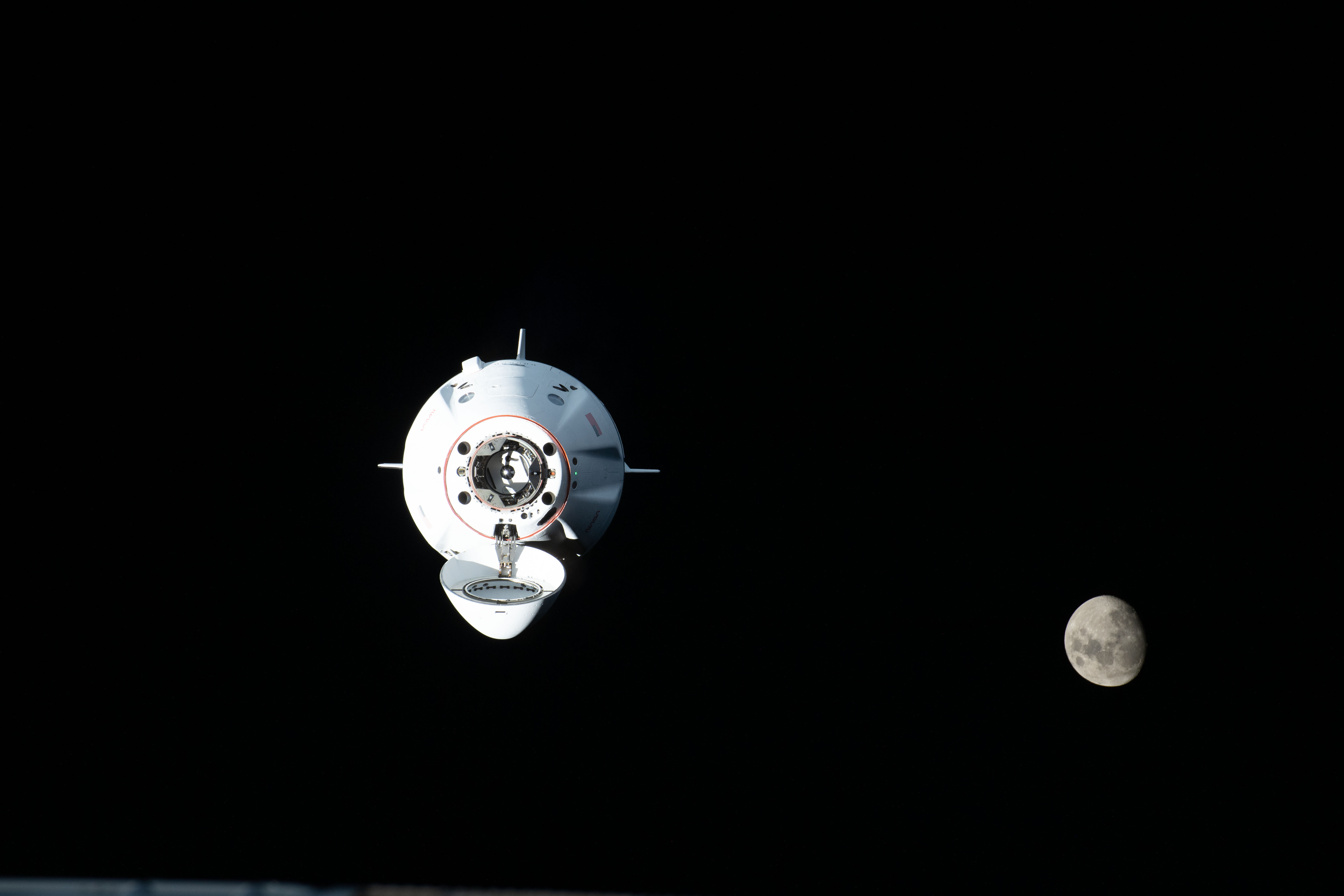
Endurance při příletu k ISS 6. října 2022.

Crew Dragon Endurance (kabina Dragon 2 - C210) je kabina Crew Dragon, vyrobená společností SpaceX a využívaná NASA k dopravě astronautů na Mezinárodní vesmírnou stanici (ISS) v rámci programu komerčních letů s posádkou (Commercial Crew Program).

## Pojmenování
Velitel první mise kabiny C210, astronaut Raja Chari, oznámil 7. října 2021, že loď ponese jméno Endurance (česky Vytrvalost). Dodal, že toto pojmenování je poctou týmům SpaceX a NASA za to, že v podmínkách koronavirové pandemie kosmickou loď postavily a vycvičily astronauty, kteří v ní poletí. Jméno současně vzdává hold stejnojmenné námořní lodi, kterou používala Shackletonova Imperiální transantarktická expedice. Třístěžňová Endurance se potopila v roce 1915 poté, co ji před dosažením Antarktidy spoutal led a její zbytky nalezli vědci v březnu 2022, shodou okolností právě v době, kdy Crew Dragon Endurance poprvé létala kolem Země během svého letu SpaceX Crew-3.

## Lety
| Mise    | Znak | Start (UTC)                   | Přistání (UTC)         | Posádka                                                                | Délka                            | Výsledek | Poznámka |
| ------- | ---- | ----------------------------- | ---------------------- | ---------------------------------------------------------------------- | -------------------------------- | -------- | --- |
| Crew-3  |      | 11. listopad 2021, 02:03:31   | 6. května 2022, 04:43  | Raja Chari Thomas Marshburn Matthias Maurer Kayla Barronová            | 176 dní, 2 hodiny a 39 minut     | Úspěšná  | První let německého astronauta na komerční kosmické lodi. Let k ISS.                                               |
| Crew-5  |      | 5. října 2022, 16:00:57       | 12. března 2023, 02:02 | Nicole Mannová Josh Cassada Kóiči Wakata Anna Kikinová                 | 157 dní, 10 hodin a 1 minuta     | Úspěšná  | První let ruského kosmonauta na komerční kosmické lodi. Let k ISS.                                                 |
| Crew-7  |      | 26. srpna 2023, 07:27:27 UTC  | 12. března 2024, 09:47 | Jasmin Moghbeliová Andreas Mogensen Satoši Furukawa Konstantin Borisov | 199 dní, 6 hodin, 20 minut       | Úspěšná  | První let Crew Dragonu, při němž pilotem nebyl Američan. První let Dragonu s astronauty 4 různých zemí. Let k ISS. |
| Crew-10 |      | 14. března 2025, 23:03:48 UTC | podzim 2025            | Anne McClainová Nichole Ayersová Takuja Óniši Kirill Peskov            | ~180 dní (plánováno) dosud 5 dní | Probíhá  | Let k ISS. |